# Bertrand Puech
Pour les articles homonymes, voir Puech.
Bertrand Puech, né le 18 février 1936 dans le 12e arrondissement de Paris et mort le 31 janvier 2024, est un homme d'affaires et milliardaire français ayant notamment œuvré dans l'industrie du luxe.

## Biographie
Petit-fils du fondateur Émile Hermès, frère de Nicolas Puech et cousin de Jean-Louis Dumas, il a occupé différents postes clés au sein du groupe familial Hermès International.
Entré en 1997 au sein de l'entreprise familiale, il a successivement occupé les fonctions de directeur général adjoint des ressources humaines pendant huit ans puis de président du Conseil de gérance d'Hermès International avant de passer la main en 2012, à son neveu Henri-Louis Bauer (46 ans).
En 2010, face à l'entrée surprise du Groupe de luxe LVMH à hauteur de 22,28 % dans le capital d'Hermès International, Bertrand Puech a participé à la création d'une holding familiale, H51, verrouillant ainsi le capital de la société. Le capital de cette structure est détenu par les familles fondatrices du Groupe Hermès (Dumas, Guerrand, Puech), même si Nicolas Puech, frère de Bertrand Puech, a refusé de participer au projet.
Selon le magazine Challenges, Bertrand Puech a été successivement classé à titre collectif avec l'ensemble des familles fondatrices (Dumas, Guerrand, Puech) présentes au sein de la holding H51, 3e fortune de France en 2012, et 4e fortune de France en 2013 avec une fortune stable s'élevant à 17,4 milliards d'euros.
En 2015, il a été classé à titre collectif avec sa famille, 35e personne la plus riche au monde selon la Hurun Global Rich List, pour une valeur nette de 24 milliards de dollars. En France, depuis 2014, c'est plutôt Axel Dumas, gérant d'Hermès International, qui est choisi pour représenter sa famille dans les classements (4e fortune française selon le magazine Challenges en 2016, pour une valeur de 22 milliards d'euros, et 2e fortune française en 2020 avec 55,5 milliards d'euros).
Bertrand Puech meurt le 31 janvier 2024 dans le 7e arrondissement de Paris à l'âge de 87 ans.